# Evgheni Rukosuev
Evgheni Rukosuev (n. 2 septembrie 1999, Krasnoiarsk, Krasnoiarsk, Rusia) este un sportiv ce a reprezentat Rusia, medaliat olimpic. A participat la o ediție a Jocurilor Olimpice (2022) în care a câștigat o medalie de aur.